# Gisant de Guillaume de Rosmadec

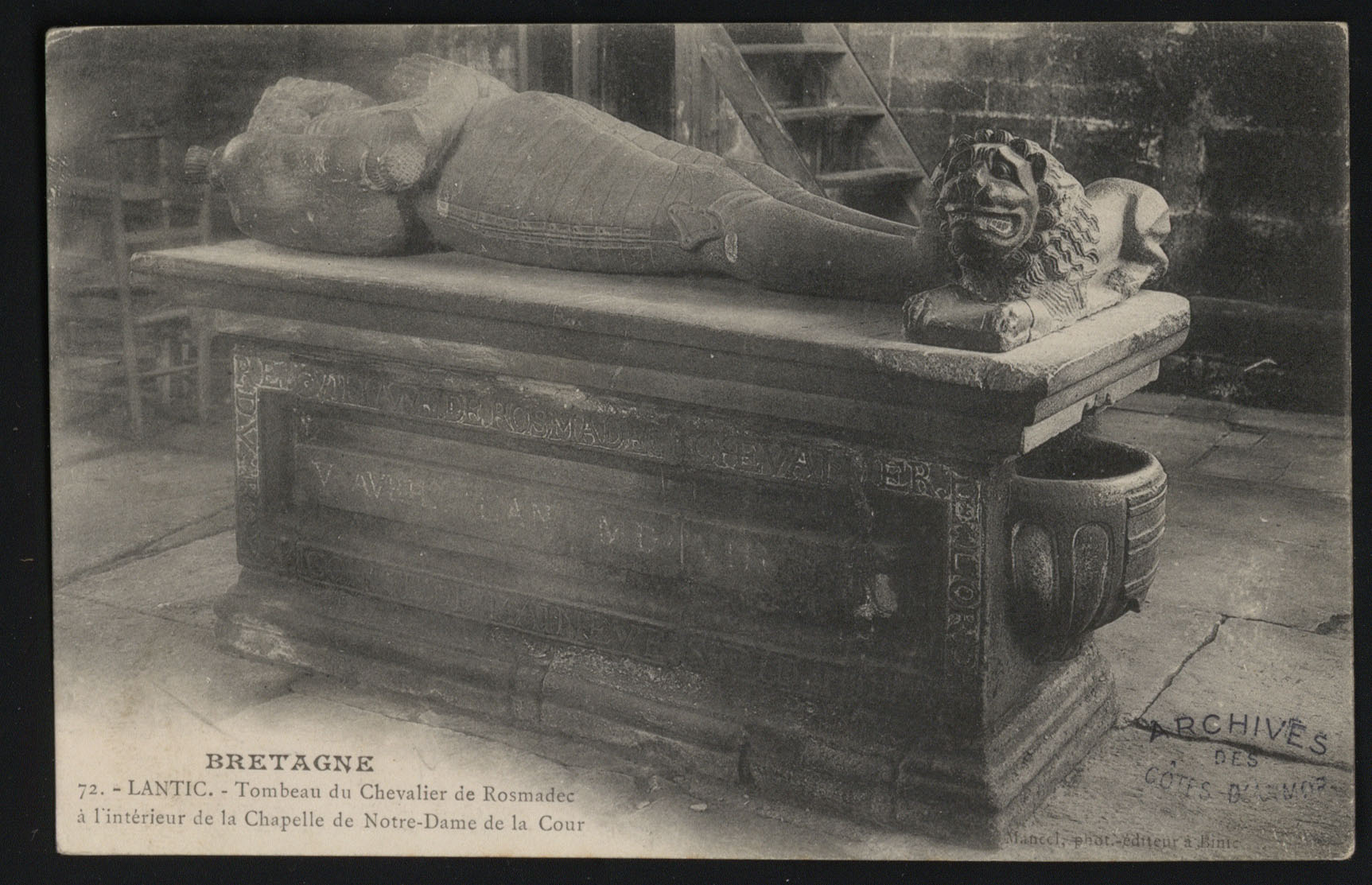
Gisant de Guillaume de Rosmadec à Lantic (carte postale antérieure à 1908)

Le gisant de Guillaume de Rosmadec est un monument funéraire situé dans la chapelle Notre-Dame-de-la-Cour à Lantic (département français des Côtes-d'Armor) et réalisé vers 1608. Ce gisant a été classé monument historique au titre d'objet le 23 octobre 1908.

## Présentation du monument
Ce gisant en granit de Kersanton est l'œuvre  du sculpteur Roland Doré (1585-vers 1660). 
Inscription : « Ci gist le corps de deffunct messire Guillaume de Rosmadec, chevalier de l'ordre du Roy, vicomte de Mayneuf, Saint-Didier, chastelain de Buhen, gouverneur de Vitré, seigneur supérieur et fondateur de ceste église, décédé le V avril l'an MDCVIII. »
Le lion a disparu à la suite d'un vol signalé le 30 janvier 1970.

## Guillaume de Rosmadec
Guillaume de Rosmadec, né vers 1540 et mort le 5 avril 1608, est membre d'une grande famille noble du duché, puis de la province de Bretagne. Vicomte de Mayneuf (paroisse de Saint-Didier, actuelle Ille-et-Vilaine) et châtelain de Buhen (paroisse de Plourhan, actuelles Côtes-d'Armor), devient seigneur de Lantic en 1584 par achat de la seigneurie. 
En 1580, il est « grand maistre des Eaux bois et forest » de Bretagne.
Il a aussi été gouverneur de la place forte de Vitré.